# Early reggae
L'early reggae (letteralmente "primo reggae"), chiamato anche skinhead reggae per la sua popolarità tra gli skinhead, è la primissima forma di reggae in assoluto, sviluppata precisamente nel periodo tra il 1968 e il 1971, prima della nascita del roots reggae dei rastafari.
Prima del sopravvento del rastafarianesimo, il reggae, come i suoi predecessori Ska e Rocksteady, era sostenuto in Giamaica dai Rude Boy, e in Inghilterra dagli Skinhead. L'early reggae comprende al suo interno una serie di elementi musicali, stilistici e simbolici, che condizionarono infatti anche i gusti musicali di buona parte dei giovani britannici nei fine anni sessanta. L'esplosione del primo reggae venne capeggiata principalmente da alcuni noti artisti come Desmond Dekker, Jimmy Cliff, Toots & the Maytals, The Pioneers, Alton Ellis, John Holt, Symarip, che diverranno i simboli di questa ondata musicale.
Con la forte diffusione del culto religioso rasta nella musica reggae, grazie ad artisti come Bob Marley, l'early reggae infatti venne soppiantato. Questo portò a una trasformazione del reggae, che divenne portavoce di un culto, cambiando notevolmente quelle che erano le radici iniziali. Anche sotto l'aspetto musicale e ritmico, autori come Marley e Peter Tosh portarono notevoli cambiamenti.. 

## Storia
Dopo lo ska e durante l'epoca del rocksteady, i maggiori produttori come Coxsone Dodd, Duke Reid, e Prince Buster continuarono a dominare il music business in Giamaica. Da allora, benché questo business fosse attivo da quasi 10 anni, gli anni settanta erano alle porte, e abbastanza gente all'interno del circuito notò che non servivano particolari capacità per diventare un produttore, ma piuttosto una buona disponibilità economica. Questi due motivi bastarono per provocare dei cambiamenti nel business, ma collegato a questo fu anche l'interesse per l'innovazione della musica. Tutto ciò provocò una rivoluzione che fu parte del processo di evoluzione della musica giamaicana. Chiunque coinvolto nella creazione delle sonorità reggae emergeva nel 1967 e faceva parte di questo business. Questi sapevano quello che la gente voleva, e sapevano che non era più il rocksteady. Il principale motivo per cui questo genere non otteneva più successo era a causa dell'antipatia per la sua lentezza. Molta della gente voleva qualcosa di più veloce. I produttori delle grandi etichette vollero nuovamente cambiare sound e battito alla musica giamaicana dopo l'avvento del suo genere precursore.
In una di queste prime sessioni, vennero usati l'organo e la chitarra ritmica per creare un nuovo sound. La prima forma di reggae emerse durante il 1968, prendendo spunto dal rocksteady e traendo molte caratteristiche da questo stile. Il nuovo genere presentava un ritmo dall'andamento più spezzato e convulso rispetto al suo predecessore. Il primo reggae era caratterizzato da molteplici sfumature: oltre alle sonorità tipiche dello ska e del rocksteady, erano molto presenti forti influenze soul, supportate da nuove introduzioni strumentali come l'organo e le chitarre. Anche gli spunti armonici risultavano essere più variegati ed originali. Potevano essere presenti sia note cupe e malinconiche derivanti dal cosiddetto "rude boy sound", sia tonalità più fresche e rimbombanti caratteristiche del nuovo stile. Quando la gente chiese di che sonorità si trattasse, non si era ancora trovato un nome a questa variante, ma venne inizialmente chiamato "ragga", che significa "grezzo", "vecchio". Il nome presto cambiò in raggay, e poi reggae. Si attribuisce l'invenzione del termine ai Toots & the Maytals, che incisero un brano chiamato "Do the Reggay" proprio nel 1968. Prima di allora, il termine "reggay" era usato per descrivere una danza in voga in Giamaica e quindi non era associato ad un particolare stile di musica, poi suonato dalle band reggae.

### Caratteristiche
Musicalmente il reggae ereditava la vivacità dello ska, chitarre in offbeat (levare), e l'enfasi del rocksteady nel ruolo del basso elettrico e nelle armonie vocali. Il tipico sound early reggae sminuì ulteriormente la presenza dei fiati rispetto al rocksteady, che già di per sé tendeva a limitare l'introduzione di questa sezione di strumenti.
Appena i produttori come Lee "Scratch" Perry o King Tubby sperimentarono il nuovo sound reggae, le tastiere divennero la componente più importante tra l'insieme degli strumenti. L'organo assunse un ruolo di sostegno stabilendo un tono vivace e colorato agli arrangiamenti. Più dei suoi predecessori (ska e rocksteady), i produttori early reggae proponevano i nuovi brani al pubblico delle dancehall prima di inciderli su vinile. La musica reggae, confrontata con il rock & roll, era ancora prodotta in fretta e economicamente; mentre un gruppo rock si prendeva un anno intero per la composizione di un concept album, Bunny Lee a Kingston poteva arrivare a produrre tre album in una sola notte. Nonostante le produzioni nella musica reggae fossero state leggermente migliorate con l'introduzione della registrazione multitraccia, a Kingston molti brani early reggae erano ancora incisi con un equipaggiamento standard. Per questo motivo l'early reggae presentava ancora un sound "primitivo" e "rozzo"; in alcuni casi gli strumenti erano fuori accordatura, scarsamente considerati durante le sessioni, e mixati in maniera molto grezza. Certamente questo stile di produzione caratterizzò l'autenticità della musica enfatizzado il suono grezzo e stradaiolo che sarà poi tipico dell'early reggae. Prima che la cultura rastafari influenzasse la musica reggae, i testi e le musiche erano meno retorici e complessi: l'early reggae si ispirava infatti a tematiche trattate nella musica r&b e soul americana da cui esso si ispirava direttamente, mentre erano solo rari i casi i cui l'early reggae accennava a temi rasta, come "Haile Selassie" di Laurel Aitken (1969), "Rivers of Babylon" dei The Melodians (1970) o qualche brano dei The Ethiopians che aprì la strada al successivo roots reggae.
Analogamente allo ska, anche il reggae poteva essere diviso quindi in due fasi: nella prima (early reggae - 1968-70/71), il periodo di transizione dal rocksteady al reggae, il ritmo venne accelerato ulteriormente. Brani composti durante questo periodo furono "Rivers of Babylon" dei The Melodians, "African Herbsman" dei Wailers, "Young Gifted & Black" di Bob and Marcia, "Freedom Street" di Ken Boothe, che trasmettevano un ritmo rapido e pulsante. Nonostante l'aumento del battito, i brani early reggae impegnarono meno strumenti e meno note, rendendo questo genere più povero ed essenziale. Di conseguenza i nuovi arrangiamenti reggae contenevano più pause o spazi all'interno delle ritmiche.

### Regno Unito e Skinhead Reggae
Durante il 1968, l'Inghilterra assistette al sorgere di un nuovo movimento giovanile, lo skinhead, che adottò proprio il neonato reggae come genere musicale caratteristico del loro culto, assieme ovviamente ai suoi generi precursori come lo ska e il rocksteady. Questa connessione era dovuta al fatto che molti club frequentati da indo occidentali erano anche frequentati da hard mod inglesi che si appassionarono al nuovo genere giamaicano facendone, appunto, musica propria. Oltre al fatto che gli skinhead stessi si erano evoluti da una costola dei mod, proprio sotto l'influenza dei rude boy giamaicani. Brani come "Live Injection" o "Return of Django" degli Upsetters; "Israelites" o "Pickney Gal" di Desmond Dekker; "Wanderful world, Beautiful People" o "Hard Road to Travel" di Jimmy Cliff o "Young Gifted and Black" di Bob e Marcia furono tutti composti nel 1969 risultando ai primissimi posti delle classifiche inglesi. La nascita dello skinhead può probabilmente essere riconosciuta nel periodo del declino del culto mod, anche a causa dell'attenzione dei media concentrata sugli scontri tra mod e rocker durante il 1964. Dal 1968 il culto skinhead si sviluppò completamente e dal 1969 fu riconosciuto ufficialmente. Tre erano le principali caratteristiche dello skinhead: la moda dell'abbigliamento, lo stile e la musica. La principale era, ovviamente, la minuziosa cura per il look, taglio di capelli in particolare. È noto che molti dei primi skinhead erano in principio dei mod che avevano, per diverse ragioni, molto a che fare con la moda. I mod erano in genere contrari a vestire e comportarsi secondo la crescente moda hippie, movimento principalmente americano (originato nella West Coast). Questa antipatia per gli hippie fu tramandata anche agli skin, tanto che 200 di questi attaccarono la Grande Marcia di Solidarietà al Vietnam durante l'ottobre del 1968. Il taglio di capelli e gli abiti che divennero classici dello skinhead erano in precedenza propri dei mod. La prima musica giamaicana in cui gli skinhead si identificarono fu con brani come: "Fat Man" di Derrick Morgan, "Humpty Dumpty" di Eric Morris, entrambi distribuiti dall'etichetta Blue Beat Records, e "Forward March" di Derrick Morgan, "Miss Jamaica" di Jimmy Cliff e "Housewife's Choice" di Derrick & Patsy, questi ultimi per la Island Records. Furono questi, ed altri brani contemporanei simili provenienti dal periodo ska, che divennero parte del linguaggio dello skinhead reggae. Grazie infatti al diffondersi di questa nuova subcultura durante quegli anni, le vendite della musica giamaicana si incrementarono e in Giamaica ci si rese conto che tra i fans del rocksteady, che nel frattempo stava evolvendo in reggae, stava sviluppandosi un crescente movimento tra i ragazzi inglesi dedito alla stessa musica ascoltata nel loro paese. Lo skinhead divenne quindi un modello strettamente legato alla cultura giamaicana, tanto che grandi produttori giamaicani come Lee "Scratch" Perry, Leslie Kong, Prince Buster, Lambert Briscoe o Clancy Eccles colsero l'occasione per creare un mercato discografico apposta per gli skinhead con etichette discografiche come la Clandisc, la Grape, la Hot Rod o la Pama, spostando le loro attenzioni verso il crescente mercato britannico. Il genere fu chiamato appunto "skinhead reggae" per via dell'inseparabile legame tra culto giovanile e musica. Gli artisti giamaicani composero diversi brani reggae dedicati agli skinhead come: "The Moonhop" di Derrick Morgan, "Skin Head Moonstomp" e "Skin Head Girl" dei Symarip; "Skin Head speaks your mind" o "Skin Heads don't Fear" degli Hot Rod Allstars, "Skin Heads a Bash Dem" di Claudette, "Skinhead Train To Rainbow City" di Laurel Aitken, "Skinhead Revolt" di Clancy Eccles, "Skinhead Train" dei Charmers, "Skinhead A Message to You" di Desmond Riley, "Skinhead Revolt" di Joe The Boss. Il termine skinhead reggae fu puramente di origine britannica e non fu riconosciuto come tale fino a quando non venne accettato dall'industria musicale giamaicana, diventando poi la risposta britannica alla scena d'oltreoceano. Si può dire che la maggior parte della musica conosciuta generalmente come reggae, dai tardi anni 60 fino a circa il 1972 era legata agli skinhead, con cui questi si identificarono per i contenuti e la forma, adottandola con orgoglio. Nei primi anni 70, attorno al 1971, il reggae cominciò a legarsi definitivamente alla cultura rastafari, mentre il culto skinhead cominciò a decadere. Il cosiddetto "skinhead reggae" cessò di esistere in questo periodo, tuttavia va riconosciuto agli skinhead il merito di aver diffuso in Inghilterra il reggae tra i bianchi. Questa subcultura venne successivamente rimpiazzata da una sequenza di culti ad esso correlati, quali suedehead, smoothie e bootboy.
Diverse etichette discografiche hanno pubblicato delle raccolte dedicate al reggae dell'epoca skinhead come Skinhead Revolt (1997), Trojan Skinhead Reggae (2002), Dawning of a New Era: The Roots of Skinhead Reggae (2005), tutte edite per la Trojan Records, The Skinhead Reggae Singles (2007) .

### Anni 70: Il declino e la fase roots
La seconda fase di sviluppo del reggae (1971) era caratterizzata da tempi rallentati e da un sound complessivamente più rilassato ed ipnotico. Dopo il declino dello early/skinhead reggae, il genere cominciò ad essere associato definitivamente al movimento rastafari, dando origine al periodo roots reggae. Non fu fino a quando gli artisti reggae non si covertirono al rastafarianesimo che gli elementi tipici afro-giamaicani divennero il tema centrale come simbolo d'identità e orgoglio. Nel momento in cui la maggior parte dei musicisti reggae aderirono al movimento, l'influenza del rasta oltre al sound divenne chiara: il basso elettrico divenne più profondo e pronunciato, il ritmo venne rallentato e i testi sembravano promettere fuoco e fiamme.
Quando l'early reggae lasciò la strada aperta al nuovo sperimentale sound del roots reggae, nei primi anni settanta cominciò ad emergere una nuova ondata di produttori, mentre diversi importanti produttori storici sparirono dalle scene: Leslie Kong morì nel 1971 a causa di un attacco cardiaco. La sua etichetta, la Beverley's cessò l'attività dopo la sua morte. Mentre Duke Reid si disse avverso allo sviluppo del roots reggae, questa nuova variante non gli andava a genio, in particolare per le tematiche di protesta sociale, e questa presa di posizione contribuì a fare di lui parte della vecchia generazione ormai sorpassata. Così la sua etichetta, la Treasure Isle, smise di essere un punto di riferimento per il nuovo roots reggae degli anni 70. Per altro, dopo essere stato attivo come produttore negli ambienti dj style, Reid morì anch'egli nel 1975. Mentre si assistette alla morte di due dei più importanti produttori giamaicani, "Coxone" Dodd si trasferì a New York. Questi avvenimenti contribuirono all'ascesa di una nuova era per la musica reggae.

## Alcuni artisti Early reggae
- Alton Ellis
- Bob Andy
- Bob and Marcia
- Byron Lee
- The Crystalites
- Carlton Livingston
- Clancy Eccles
- Clancy Jones
- Dandy Livingstone
- Dave and Ansel Collins
- Delano Stewart
- Delroy Wilson
- Dennis Brown
- Derrick Morgan
- Desmond Dekker
- The Ethiopians
- The Gaylads
- GG All Stars
- Harry J All-Stars
- The Heptones
- The Hippy Boys
- Horace Andy
- Hopeton Lewis
- Hot Rod All Stars
- Jackie Opel
- Jackie Mittoo
- Jimmy Cliff
- John Holt
- Johnny Osbourne
- Judge Dread
- Junior Byles
- Ken Boothe
- The Kingstonians
- King Stitt
- The Melodians
- Toots & the Maytals
- Laurel Aitken
- Lee "Scratch" Perry
- Lloyd Charmers
- The Melodians
- Max Romeo
- Nicky Thomas
- The Paragons
- Pat Kelly
- The Pioneers
- Prince Buster
- Rolando Alphonso
- Rupie Edwards
- The Silvertones
- The Slickers
- Slim Smith
- The Soul Sisters
- Symarip
- The Techniques
- The Tennors
- Tommy McCook
- The Uniques
- The Upsetters
- The Wailers